# Claude Contamine
Pour les articles homonymes, voir Contamine.
Claude Contamine, né le 29 août 1929 à Metz et mort le 28 juillet 2017 à Audierne, est un haut fonctionnaire français.
Il a été directeur général adjoint de l'ORTF et directeur de la télévision de 1964 à 1967 puis de 1973 à 1974, président de France Régions 3 de 1975 à 1981. Écarté sous la majorité de gauche, il devient président-directeur général d'Antenne 2 de 1986 à 1989.

## Biographie
Fils de l'universitaire Henry Contamine, diplômé d'études supérieures en droit public et ancien élève de l'ENA (promotion Paul-Cambon, 1951-1953), Claude Contamine commence sa carrière au ministère des Affaires étrangères. Au début de la Cinquième République, il est membre du cabinet du Premier ministre, Michel Debré, puis brièvement du ministre des Affaires étrangères. Il devient en 1962 directeur de cabinet du ministre de l'Information, Alain Peyrefitte.
À la création de l'ORTF, en 1964, il en est nommé directeur général adjoint et directeur de la télévision, poste qu'il occupe de 1964 à 1967, puis de 1973 à 1974. Il est, entre autres, à l'origine de l'émission Dim, Dam, Dom. Entretemps, il préside l'Union générale cinématographique (UGC), puis occupe le poste de consul général à Milan (1971-1972). Il est alors nommé membre du Haut Conseil de l'audiovisuel, de 1973 à 1980, et ministre plénipotentiaire en 1974.
Claude Contamine devient président de France Régions 3 (FR3) de 1975 à 1981,. Considéré comme proche de la majorité giscardienne de l'époque, il est renvoyé par le gouvernement de Pierre Mauroy. Après une traversée du désert à la Cour des comptes, il devient président de Télédiffusion de France en 1986, puis d'Antenne 2 de décembre 1986 à août 1989.
Il est le frère de l'historien médiéviste Philippe Contamine.
Claude Contamine meurt à l'âge de 87 ans le 28 juillet 2017 à Audierne,, où il vivait avec sa femme. Ses obsèques ont lieu au matin du 6 août en l'église Saint-Joseph d'Audierne (Finistère), suivies par l'inhumation au cimetière communal.

## Distinctions
- 1994  Commandeur de l'ordre national du Mérite
- 2004  Commandeur de la Légion d'honneur [10].